# La Maquinista Terrestre y Marítima

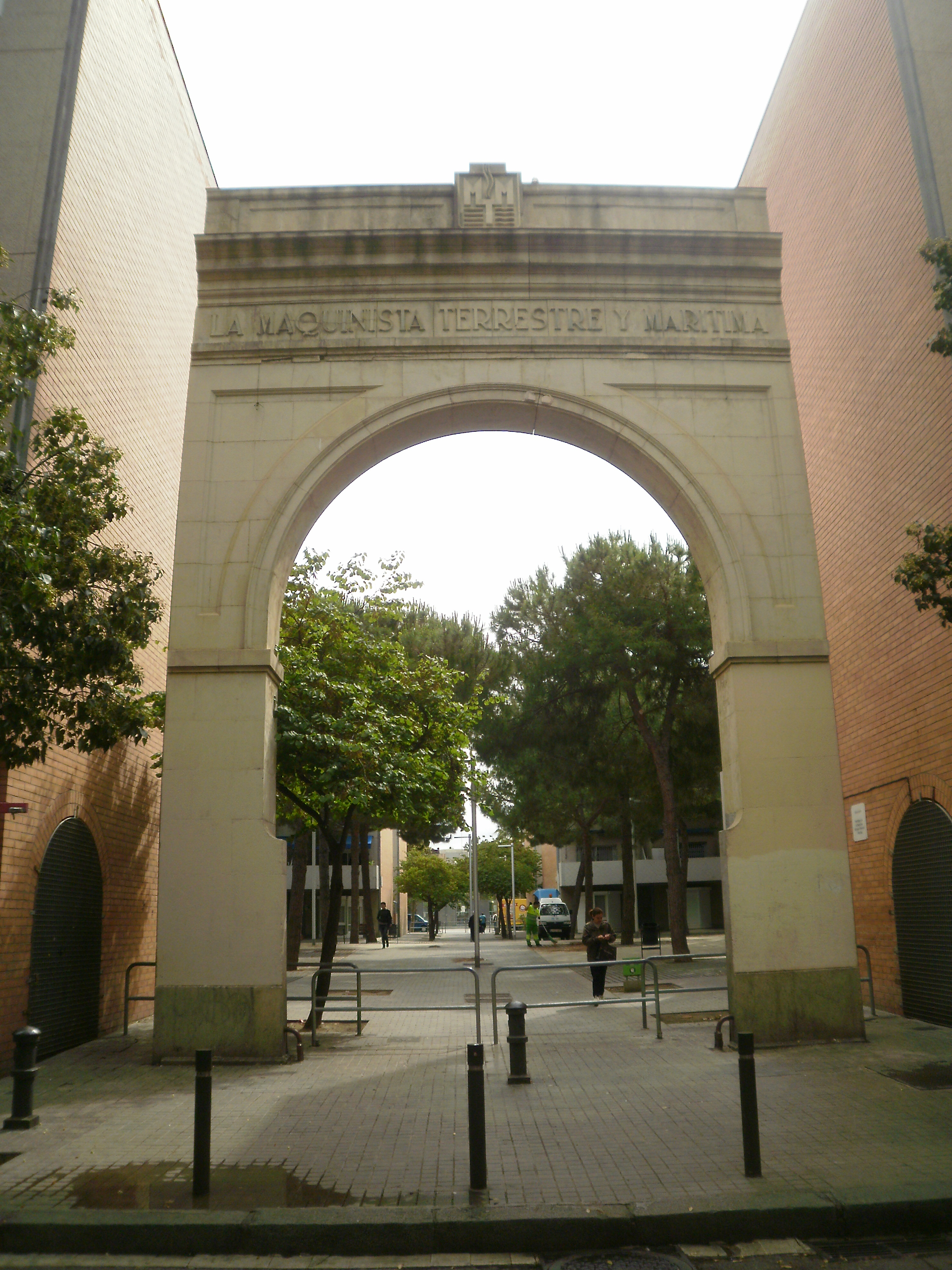
Ehemaliges Hauptportal von La Maquinista Terrestre y Marítima

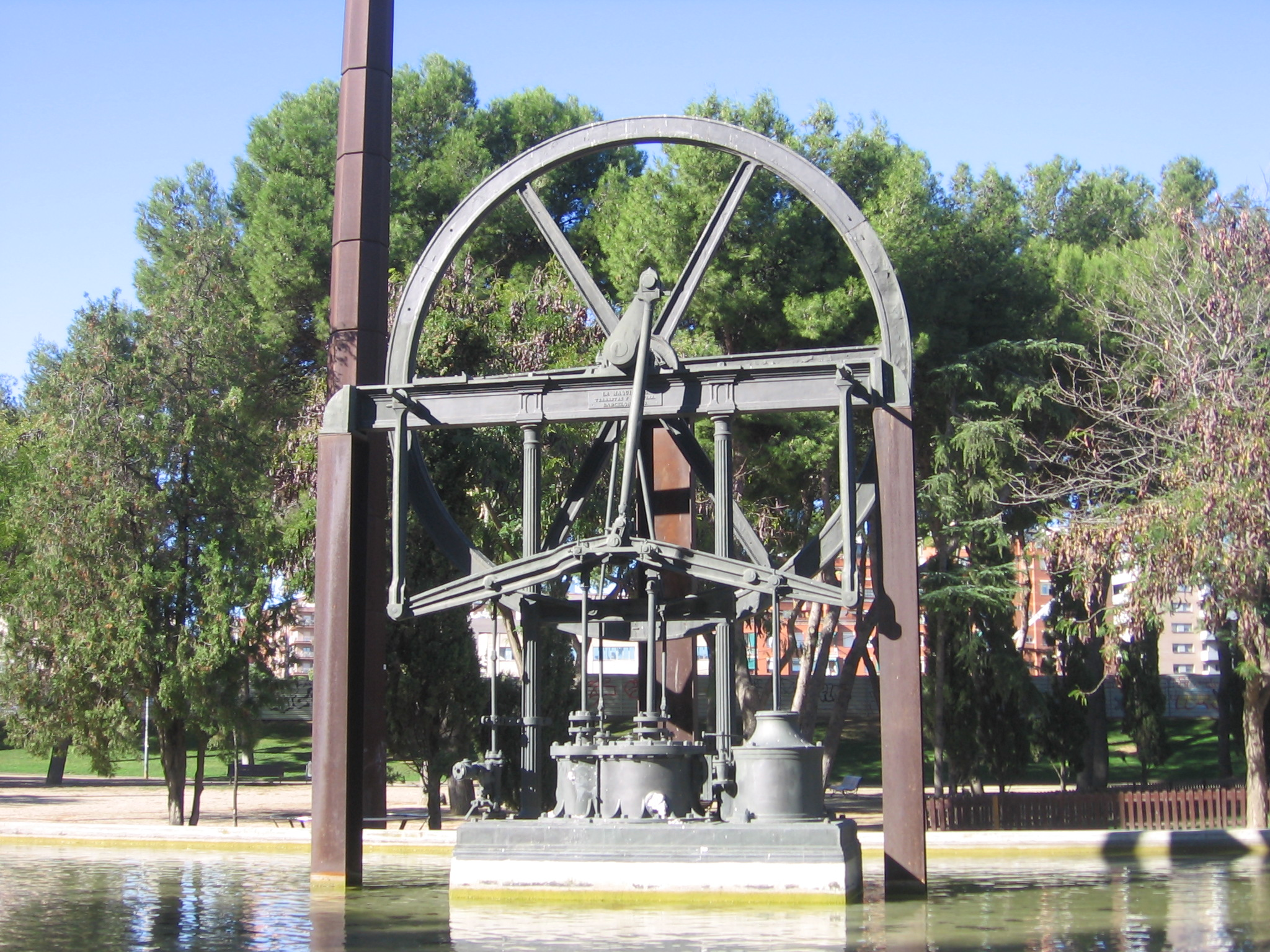
Schwungrad einer Dampfmaschine im Parque de la Maquinista in Sant Andreu

La Maquinista Terrestre y Marítima (MTM; deutsch Der terrestrische und maritime Maschinenbauer) war ein metallverarbeitendes Unternehmen in Barcelona. Seit 1989 ist es in den französischen multinationalen Schienenfahrzeughersteller Alstom integriert.

## Geschichte

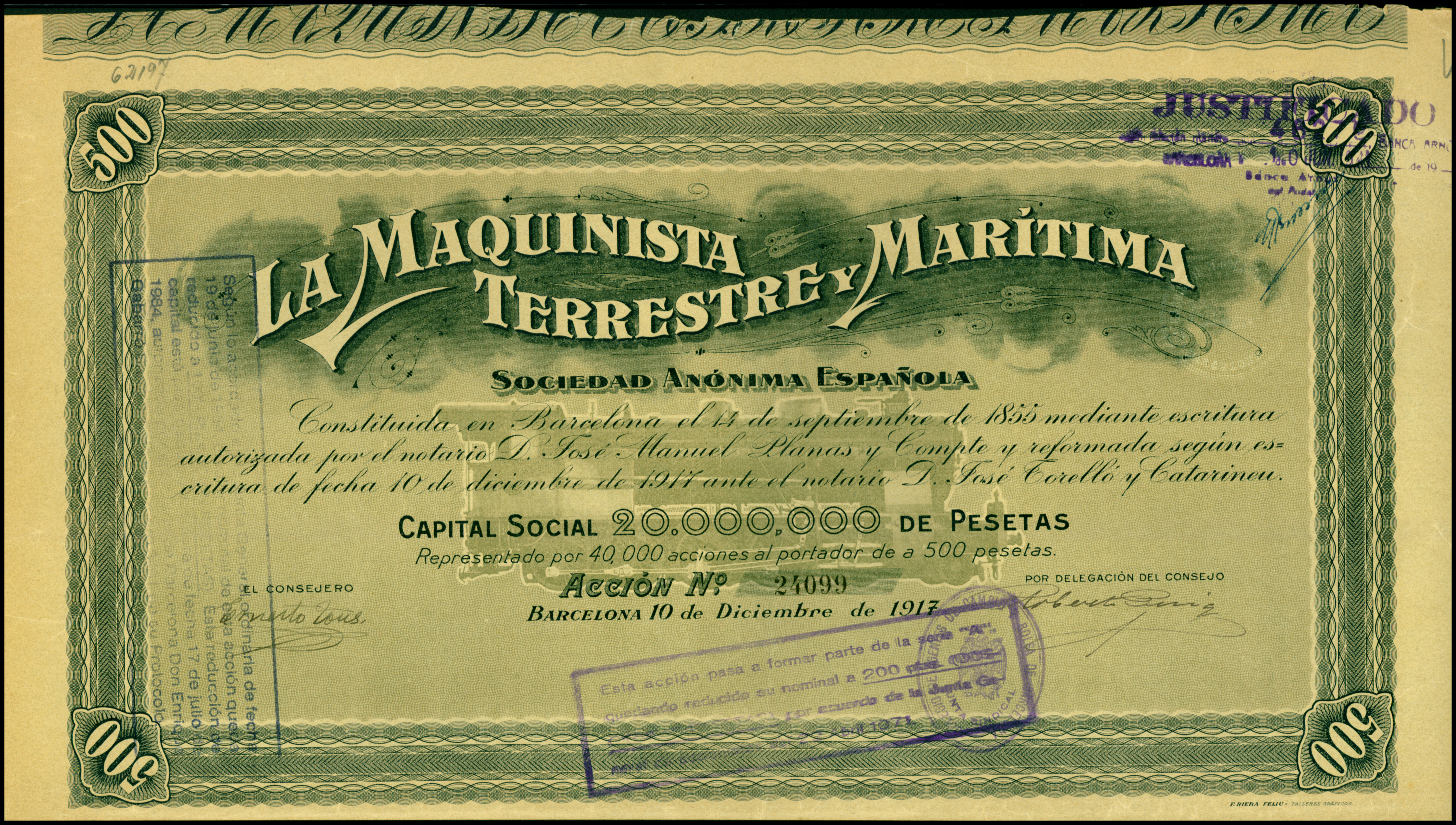
Aktie von La Maquinista Terrestre y Marítima vom 10. Dezember 1917

Das Unternehmen wurde am 14. September 1855 durch die Fusion der Werkstätten von Valentín Esparó Giralt, die 1839 die Firma Bonaplata erworben hatten, und der Gesellschaft La Barcelonesa (ehemals Tous, Ascacíbar y Compañía), die 1838 von Nicolás Tous Mirapeix und Celedonio Ascacíbar gegründet worden war, gegründet. Anfangs widmete es sich dem Schwermaschinenbau. Die Hauptaktionäre waren neben den genannten Eigentümern Ramón Bonaplata, Josep M. Serra, Juan Güell Ferrer, José Antonio de Mendiguren und Nicolau Tous Soler.
Die ersten Werkstätten wurden 1861 mit einer Gesamtfläche von 17.500 m² im Bezirk La Barceloneta von Barcelona errichtet. Sie hatten 1.200 Arbeiter. 1917 baute das Unternehmen eine zweite Fabrik zwischen den Vierteln Sant Andreu de Palomar und El Buen Pastor mit einer Fläche von mehr als 100.000 m² und einer Belegschaft von 3.000 Arbeitern.
Bis 1965 wurden die Werkstätten von La Barceloneta stillgelegt, jedoch als Lager für fertiggestellte und noch nicht verkaufte Produkte erhalten. Bis 1993 wurden die Werkstätten von San Andres de Palomar komplett abgebaut und an einen neuen Standort zwischen den Gemeinden Santa Perpetua de Moguda und Mollet del Vallés verlegt. Zu dieser Zeit fusionierte es mit der Firma MACOSA (Material y Construcciones S.A.).
1989 wurde es vom französischen multinationalen Unternehmen GEC Alsthom übernommen.

## Produkte

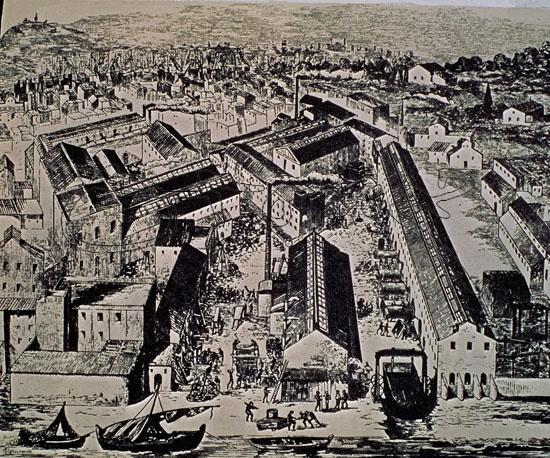
Die Werkstätten in La Barceloneta im 19. Jahrhundert

Basierend auf dem Erfolg mit der Entwicklung und Herstellung von Dampfmaschinen und Kesseln wurden die Produkte des Unternehmens im Laufe seiner über 150-jährigen Geschichte, wie folgt, flexibel an den sich ändernden Markt angepasst:

### Dampfmaschinen
1849 wurden die Kessel und Dampfmaschinen für den Schaufelraddampfer Narvaez mit einer Leistung von 160 PS und 1852 die Dampfmaschine für den Raddampfer Conde de Venadito gebaut. Zwischen 1856 und 1900 baute das Unternehmen 551 stationäre Dampfmaschinen und 59 Dampfmaschinen für Schiffe. Von 1900 bis 1935 wurden nur noch weitere 18 stationäre Dampfmaschinen hergestellt. Davon blieben 425 in Katalonien, 141 kamen ins übrige Spanien, eine auf die Philippinen und zwei nach Brasilien. Von den 425, die für den katalanischen Markt bestimmt waren, gingen 350 in den industriellen Sektor (260 davon in den Textilsektor) und 39 an den Dienstleistungssektor. Die anderen 36 hatten ein unbekanntes Ziel.
1861 und 1862 wurden Maschinen für die von Schiffsschrauben angetriebene Korvetten Vencedora und África gebaut. 1864 wurden die Maschinen für die über  Schiffsschrauben angetriebene Schoner Favorita, Ligera und Caridad hergestellt.

### Münzprägepressen
Ab 1863 begann La Maquinista Terrestre y Marítima de Barcelona mit der Herstellung von Thonelier-Pressen für die Münzherstellung in der Casa de la Moneda in Madrid.

### Lokomobile
1863 wurde das erste Lokomobil von La Maquinista Terrestre y Marítima gebaut. Erst 1887 wurde das zweite Lokomobil gebaut.

### Brücken

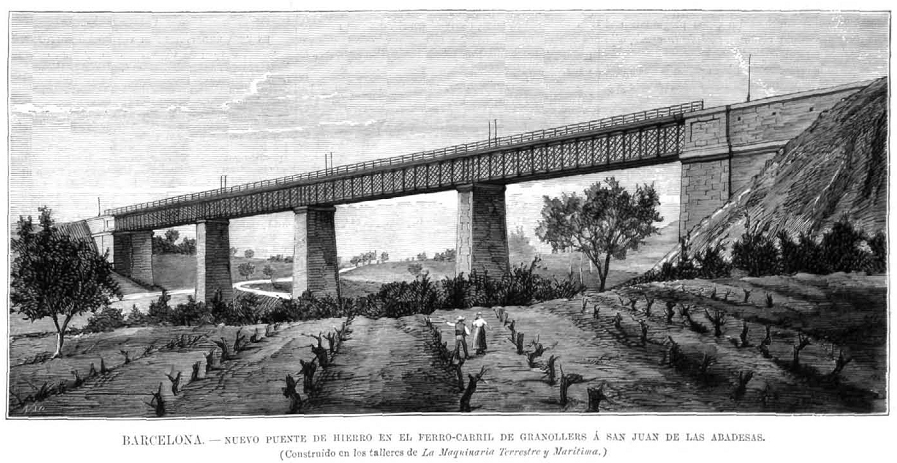
Die Eisenbahnbrücke zwischen Granollers und San Juan de las Abadesas

Von 1868 bis 1900 schuf La Maquinista insgesamt 415 Brücken, Pontons, Fußgängerbrücken und Aquädukte. Im Jahr 1868 wurde die Installation der ersten Eisenbrücke, die ausschließlich aus inländisch produzierten Teilen bestand, von La Maquinista Terrestre y Marítima im Gurp-Tal auf der Strecke Barcelona-Mataró errichtet und eingeweiht sowie eine weitere bei Pineda de Mar.
Die eiserne Brücke von Sagasta wurde am 18. Dezember 1882, beim Fest Unserer Lieben Frau der Jungfrau der Hoffnung, der Schutzpatronin von Logroño, eingeweiht. Er wurde von La Maquinista Terrestre y Marítima mit einem Budget von 909.837,46 Peseten gebaut.
Am 19. November 1942 wurde die Eisenbrücke von Archena eingeweiht, an deren Konstruktion neben D. José Gil Martínez der Ingenieur von La Maquinista Terrestre y Marítima Arias Mundi teilnahm.

#### Piers

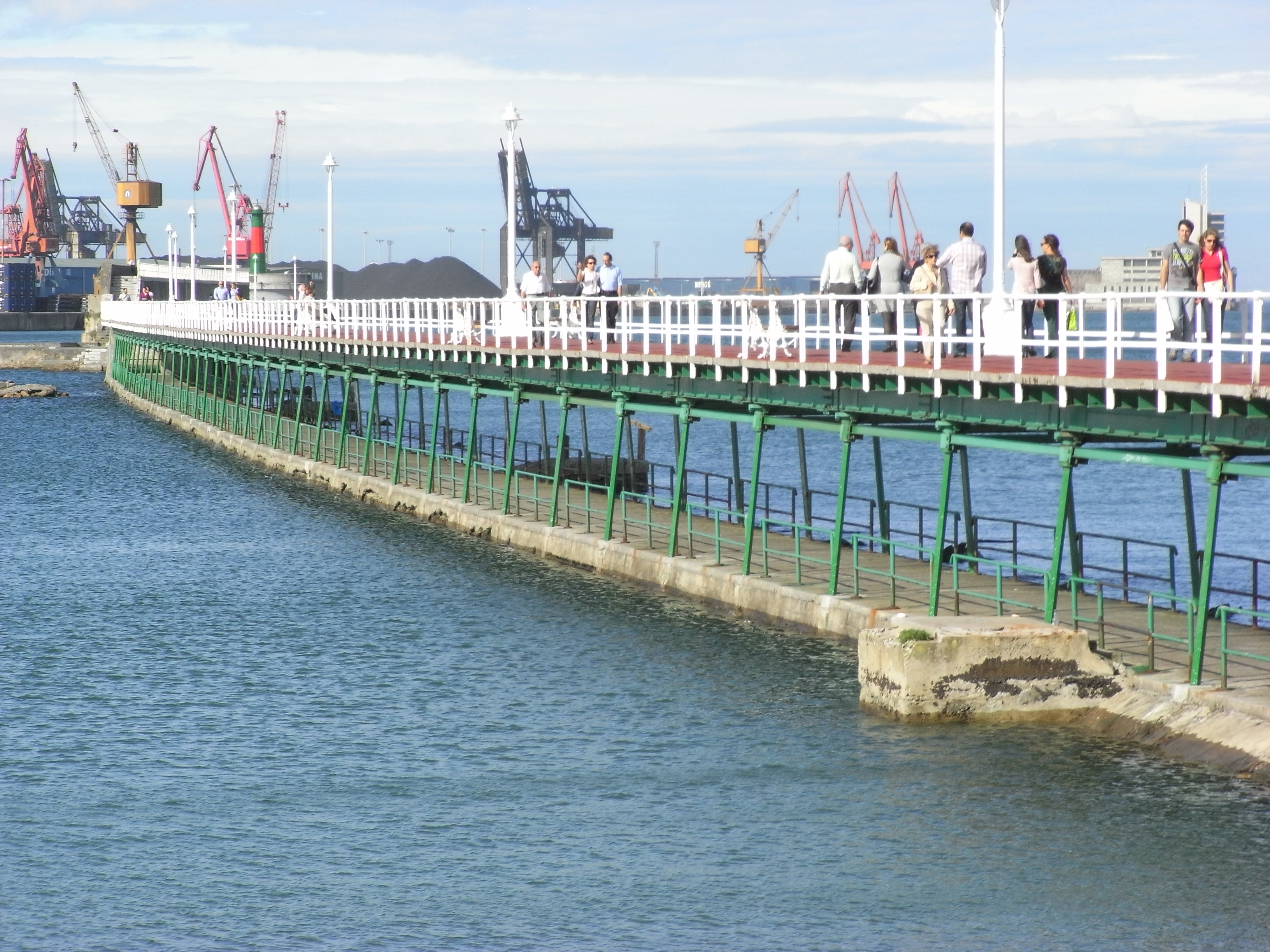
Eiserner Pier von Portugalete, 2009

1881 begann der Bau des eisernen Piers von Portugalete. Sein Architekt und Konstrukteur, Evaristo de Churruca, beauftragte La Maquinista Terrestre y Marítima mit dem Bau der Struktur und der dafür benötigten Teile. Das Werk wurde 1887 fertiggestellt und von Königin María Cristina eingeweiht.

#### Straßenbrücken

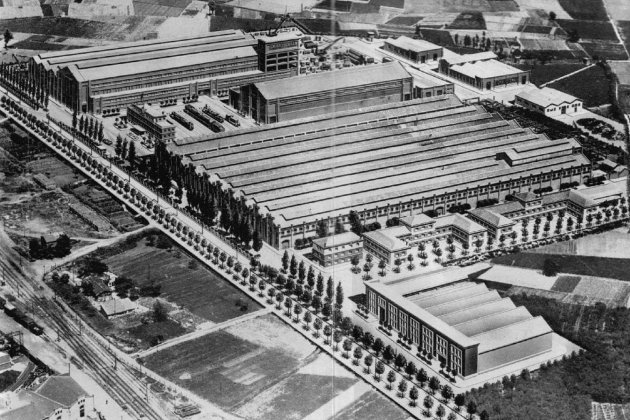
Fabrik in Sant Andreu, 1917

Am 7. Mai 1916 wurde die eiserne Brücke über den Fluss Júcar eingeweiht. Die Brücke, die nach Alfons XIII. benannt wurde und auch als Fortaleny-Brücke bekannt ist, von wo aus sie eine Verbindung nach Sueca bildete.
1917 wurde eine weitere Eisenbrücke über den Fluss Júcar eingeweiht. Darüber verläuft die Real-Autobahn von Valencia nach Albacete auf der Route der N-340, zwischen Gavarda und Beneixida. Sie hat einen Eisenbogen von 70 m Höhe und 137 m Länge.
1918 wurde die Eisenbrücke über den Ebro in Mora de Ebro eingeweiht. Sie wurde im April 1938 während des Rückzugs der republikanischen Armee zerstört. Das Unternehmen baute auch die Eisenbrücken von Tortosa, die im April 1938 gleichermaßen gesprengt wurden. 1925 wurde für das Arsenal von Cartagena ein 7.000 Tonnen schweres Schwimmdock gebaut. Im gleichen Jahr begann die Lieferung der Lokomotiven der Baureihe 1700. 1926 wurde die Alfonso-XIII-Rollklappbrücke in Sevilla nach dem Patent der Firma Scherzer gebaut.
Am 26. Juni 1927 wurde die renovierte Eisenbahnbrücke in Peralbillo eingeweiht. Die Renovierung war kompliziert, da sie ohne Unterbrechung des Schienenverkehrs ausgeführt wurde. Die Arbeiten mit Gesamtkosten von 1.200.000 Peseten dauerten 10 Jahre<--sind es Jahre? habe es mal so ergänzt, da hier nichts stand-->, wobei mehr als 500 Tonnen Eisen verbaut wurden.
1935 lieferte das Unternehmen die ersten Diesellokomotiven an MZA, mit denen bei 140 km/h der erste spanische Geschwindigkeitsrekord für Diesellokomotiven aufgestellt wurde.

#### Stahlbrücken
1991 wurde die Metallbrücke von Vicedo nach Barqueiro über die Mündung des Flusses Sor Mañón, der die Provinzen Lugo und La Coruña trennt, eingeweiht. Sie besteht aus drei gleichen, parabolisch geformten Abschnitten von jeweils 18,10 m Länge, die von La Maquinista Terrestre y Marítima aus Barcelona gebaut wurden. Sie kostete rund 528.000 Peseten.
Im Frühjahr 1992 wurde die Hochgeschwindigkeits-Eisenbahnstrecke Madrid–Sevilla eingeweiht. Mehrere der für die Strecke benötigen Brücken und Anlagen wurden in den Einrichtungen von La Maquinista Terrestre y Marítima hergestellt.

### Fördertechnik
1873 wurde eine stationäre Dampfmaschine mit einer hölzernen Winde gebaut, um den Förderkorb eines Bohrturms bis in eine Tiefe von 250 m abzusenken und anzuheben.
Ein repräsentatives Produkt ist aufgrund seiner Größe und seiner langen Betriebszeit der 100-t-Schwimmkran, der vom Hafenamt des Hafens von Bilbao bis in die 1980er Jahre verwendet wurde. Es wurde von La Maquinista Terrestre y Marítima in Barcelona gebaut. Er war auf einem Metallponton montiert, der hinter den Dampfmaschinen Wassertanks hatte, die als Gegengewicht und zur Verringerung der Neigung des Krans dienten.

### Stromerzeugung
1875 wurde ein Stromliefervertrag mit der Stadt Barcelona unterzeichnet, die als erste spanische Stadt elektrische Beleuchtung hatte.

### Markthallen
La Maquinista Terrestre y Marítima war verantwortlich für die Konstruktion und Herstellung der Säulen und anderer Eisenwerke des 1876 errichteten überdachten Zentralmarkts (Mercado del Borne) nach dem Entwurf von Josep Fontserè. Er ist das wichtigste Beispiel für den Bau und die Architektur von Eisen in Katalonien. Der rechteckige Markt umfasst eine Fläche von 8.000 m² und hat eine 31 m hohe zentrale achteckige Vierung. Der überdachte Markt von San Antonio wurde von Antonio Rovira und Trias entworfen, und zwischen 1876 und 1882 von La Maquinista Terrestre y Marítima errichtet. Er hat eine Andreaskreuz-förmige Anordnung und nimmt einen ganzen Block im Stadtteil Cerdà ein. La Maquinista Terrestre y Marítima errichtete den Bau. Im Jahr 1877 besuchte König Alfons XII. die Einrichtungen.

### Militärische Schiffe
1880 wurden die Kessel und Dampfmaschinen für das Kanonenboot Pilar konstruiert.
1883 lieferte das Unternehmen die Kessel und Dampfmaschinen für den Kreuzer Cristóbal Colón, die Kanonenboote Alsedo und  General Concha sowie das Torpedoboot Vicente Yáñez Pinzón.

#### U-Boote

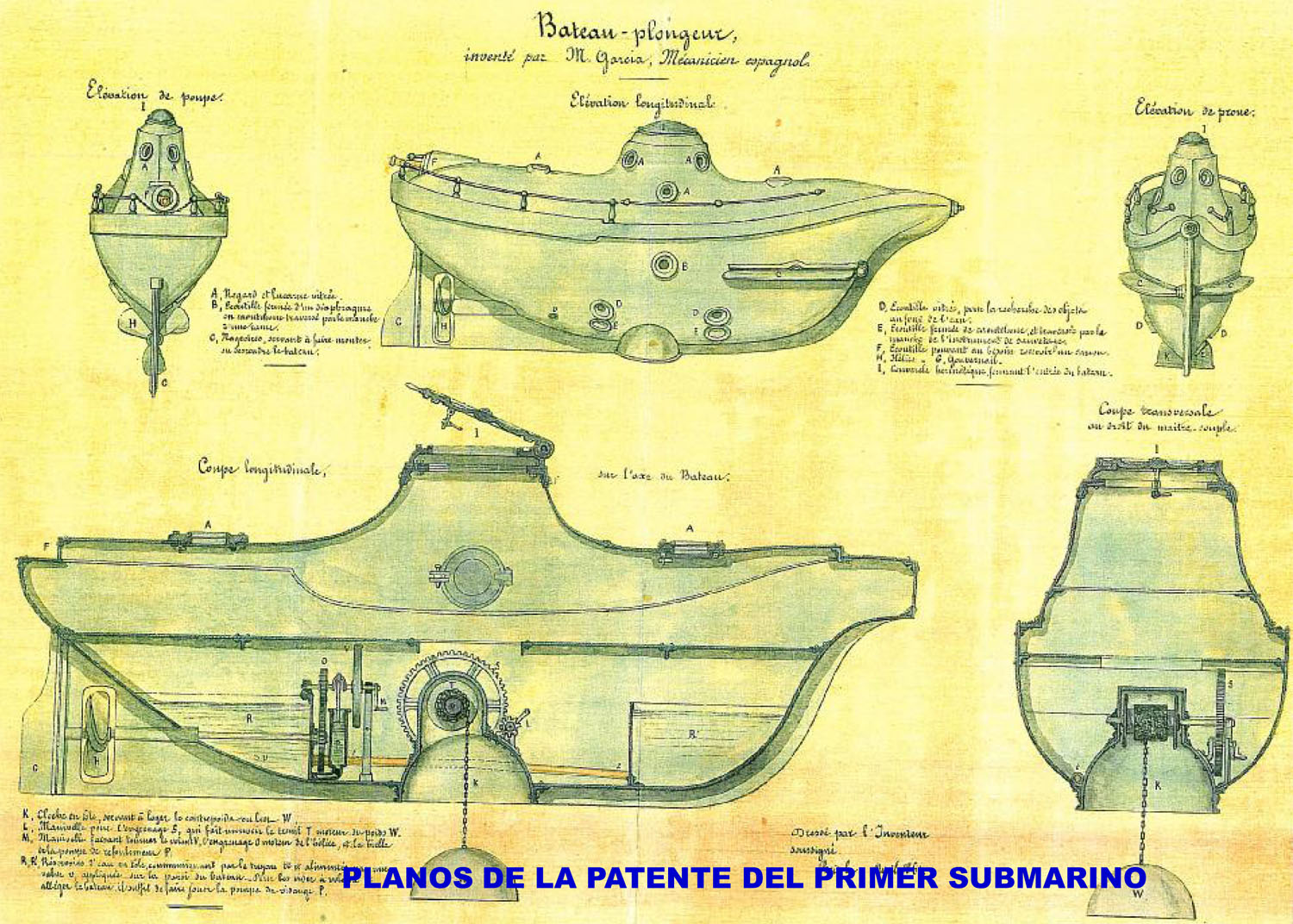
Pläne des U-Boots von Cosme García Sáez

Der Erfinder Cosme García Sáez ließ den ersten Prototyps eines U-Boots aus Eisen bei La Maquinista Terrestre y Marítima in Barcelona bauen. Er hatte, von der Seite gesehen, eine spitz zulaufende, zum Bug und zum Heck abgeschnittene Tonnenform und war 3 m lang, 1,5 breit und fast 1,6 m hoch. Es hatte eine Einstiegsluke und Luken im Bug und Heck. Das Abtauchen wurde durch das Fluten von vier Tanks erzeugt, die sich auf jeder Seite des mittleren und breiteren Teils des Rumpfes befanden. Mit Pumpen wurde das Wasser herausgepumpt, um an die Oberfläche zurückzukehren. Es gab vier Öffnungen im Rumpf, in denen der Antrieb des Schiffes mit vier von innen betätigten Gelenkrudern installiert wurde. Der zweite Prototyp wurde ebenfalls von La Maquinista Terrestre y Marítima gebaut.

### Schienenfahrzeuge

#### Dampflokomotiven
Am 4. Juli 1884 wurden die ersten vollständig in Spanien gebauten Lokomotiven für die Dampfeisenbahn von Barcelona nach San Andres de Palomar ausgeliefert. Es waren die „Palau“ und die „Caldas“, 100 PS Tenderlokomotiven mit einem Dienstgewicht von 35 Tonnen und jeweils drei gekuppelten Achsen. Sie wurden 1884 von La Maquinista Terrestre y Marítima gebaut. 1887 wurden die Maschinen und Kessel für den Kreuzer Marqués de la Ensenada gebaut. Im Jahr 1888 wurde als Projekt des städtischen Architekten Miquel Pascual Tintorer das Dach des Mercado de la Libertad von Barcelona eingeweiht. Seine Eisenstruktur sowie die Elemente, aus denen sie besteht, wurden von La Maquinista Terrestre y Marítima gebaut.
1888 wurden zwei Sanz-Lokomotiven für die Compañía Ferrocarril de Barcelona sowie der Mercado de la Concepción in Barcelona gebaut. Dessen Dach wird von einer Metallstruktur getragen, die von La Maquinista Terrestre y Marítima hergestellt wurde. 1889 wurden in Viladomiu mehrere Bulldozer-Dampfkessel installiert.
1889 wurden die Maschinen und Kessel für den Kreuzer Alfonso XIII gebaut. 1890 wurden am Nervión drei Panzer-Kreuzer mit jeweils 7000 BRT gebaut. Die Motoren mit jeweils 11.500 PS stammten von La Maquinista Terrestre y Marítima und die Artilleriewaffen von Portilla-White. 1891 wurden die Maschinen für das Torpedoboot Martín Alonso Pinzón gebaut. 1892 wurden die Maschinen für das Torpedoboot Marques de Molins und für den großen Panzerkreuzer Kaiser Karl V. gebaut, der für das beste Kriegsschiff Spaniens gehalten wurde.
1896 wurden in Viladomiu zwei Turbinen durch einen mit 365 PS ersetzt. und die Maschinen und Kessel für die Reina Regente-Klasse gebaut. 1900 wurde Valle de Anglés die Dampfmaschine La Burés gebaut.
Zwischen 1901 und 1911 baute La Maquinista Terrestre y Marítima zwölf Sanz-Lokomotiven der Klasse 2001-42 für die Eisenbahngesellschaft von Manresa bzw. Berga.
1902 werden die Kessel und Maschinen für das Kreuzfahrtschiff Extremadura geliefert sowie ein Vertrag zum Bau der Kessel des Schlachtschiffes España unterzeichnet. Magí Cornet y Masriera, das Ingenieurbüro von La Maquinista Terrestre y Marítima, hat den internationalen Wettbewerb für die Brücke über die Große Newa in Sankt Petersburg (1902–1904) gewonnen. 1905 wurde in Viladomiu ein mit Steinkohle betriebener Hilfsmotor von 100 PS installiert.
1909 wurde eine Dampfmaschine gebaut und in den Einrichtungen der Burés Textilfabrik installiert. 1912 wurden mehrere Tenderlokomotiven der Achsfolge 2-6-0 mit jeweils 41 Tonnen geliefert.

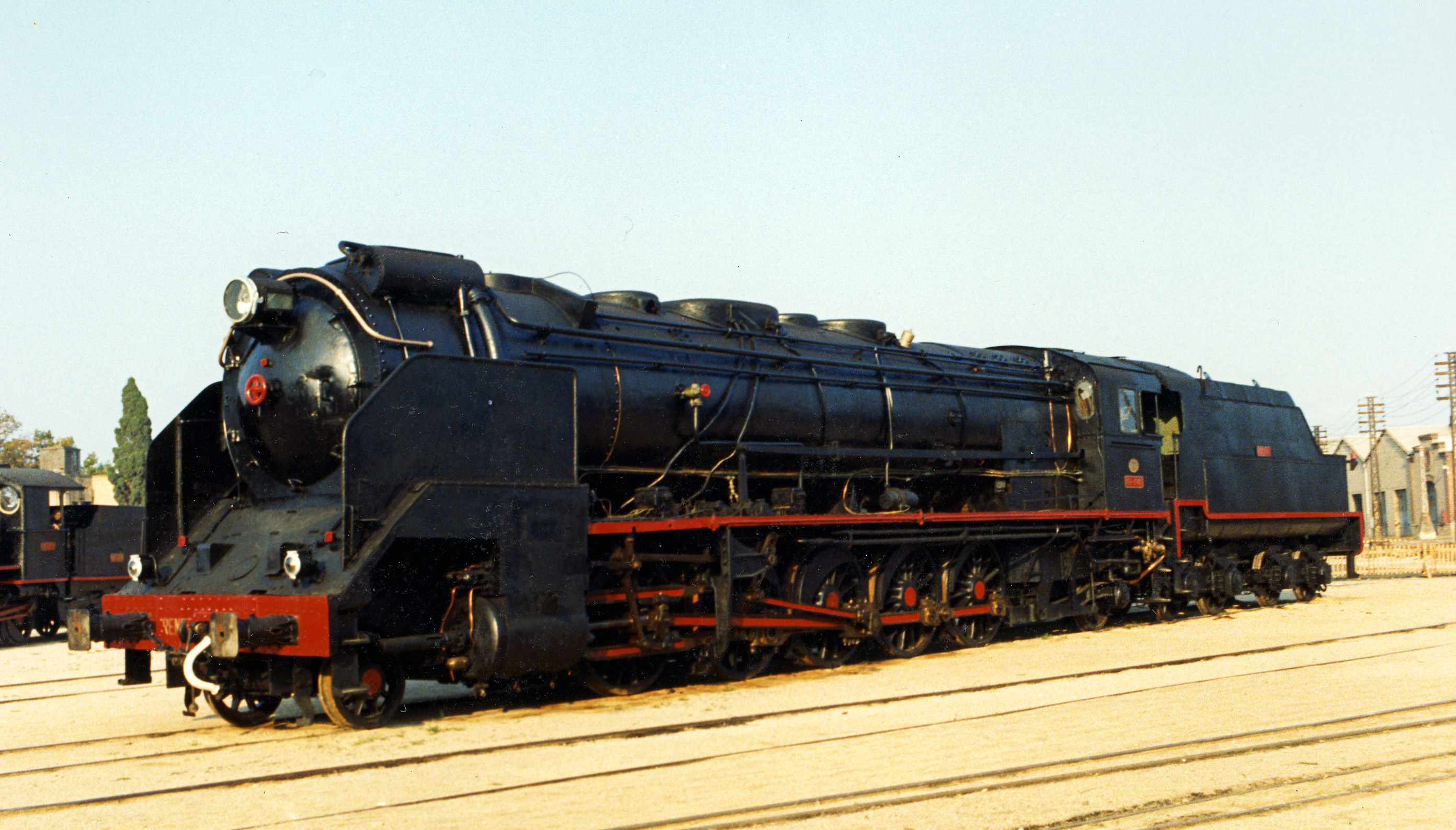
Schwere Güterzuglokomotive Santa Fe

Ende 1940 beauftragte Norte  die Werkstätten von La Maquinista Terrestre y Marítima in San Andrés damit, die Lokomotive der Bauart Santa Fe mit hoher Leistung und Zugkraft zu entwickeln, um dringendsten Verkehrsprobleme auf der Linie zu lösen. Am Morgen des 23. September 1942 fand im Bahnhof Vilanova i la Geltrú deren Präsentation vor dem Rat und das Oberkommando des Nationalen Netzwerks statt. Diese Lokomotive, die erste einer Serie von 20, hatte fünf gekoppelten Achsen und konnte Züge mit 550 Tonnen mit 55 Kilometern pro Stunde auf Rampen von 15 ‰ schleppen, was in Spanien seitdem üblich ist. Ihre Leistung betrug 2.700 PS. Die Maschine wog leer 125 Tonnen.
1944 und 1953 wurden die für die unter den Namen Bonitas bzw. Atomics bekannten Berglokomotiven ausgeliefert.

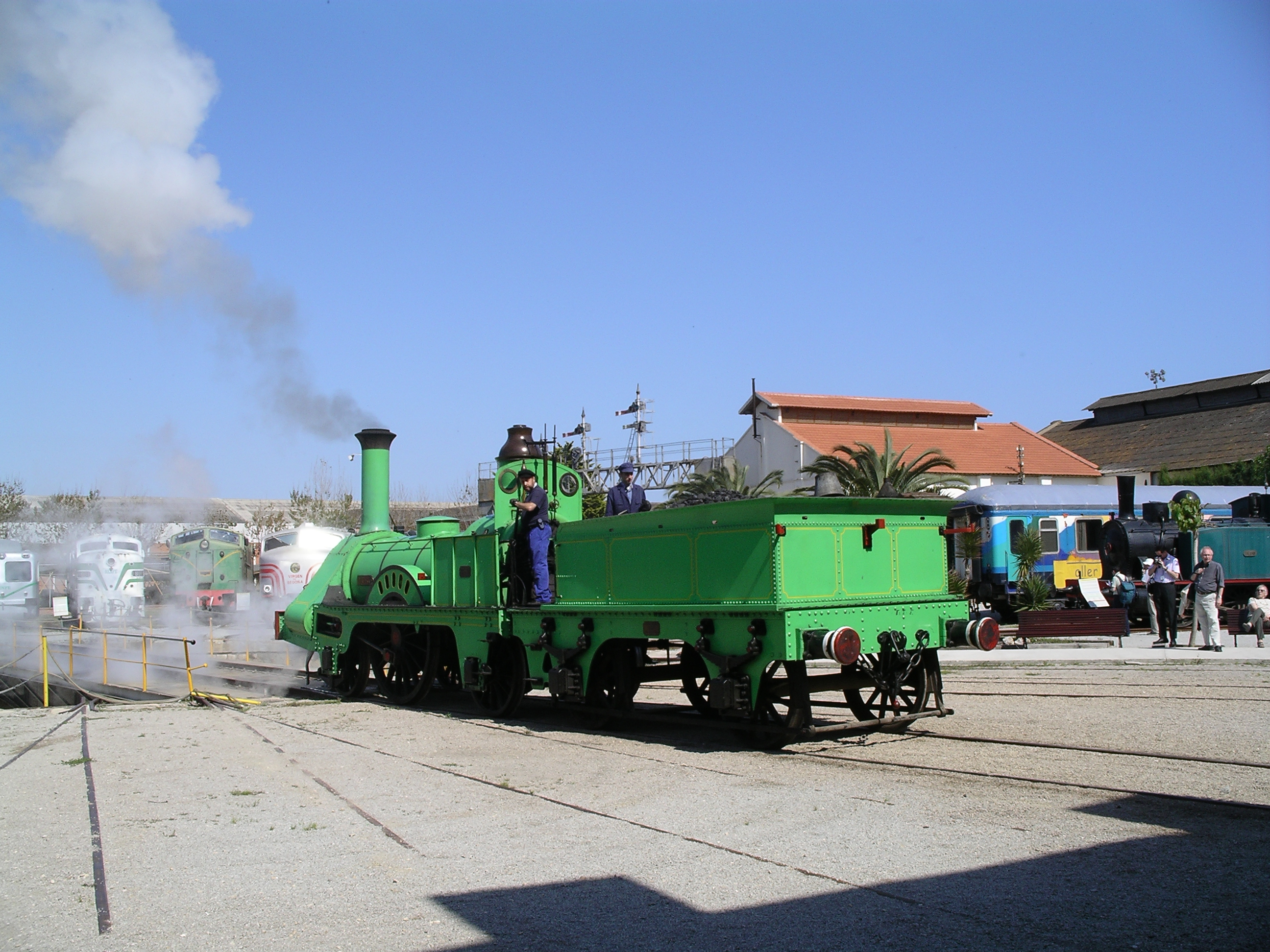
Nachbau der ersten Lokomotive auf der iberischen Halbinsel, eingesetzt auf der Strecke Barcelona–Mataró

1948 wurde in den Werkstätten von La Maquinista Terrestre y Marítima die Nachbildung der ersten Dampflokomotive Mataró gebaut, die auf der Strecke Barcelona-Mataró eingesetzt worden war.
1955 wurden in La Maquinista Terrestre y Marítima zehn Lokomotiven der Baureihe 242F gebaut, die als Höhepunkt des Dampflokomotivbaus in Spanien gilt. Am hundertsten Jahrestag von La Maquinista Terrestre y Marítima wurden die Inbetriebnahmetests eines Schiffsmotors mit 7.300 PS durchgeführt. 1956 wurde die Rangierlokomotive 10101 mit dem Namen Memé oder Pegasin gebaut. Am 10. Oktober 1958 wurde die Mikado 141-2356 (Fabriknummer 720) als letzte Dampflokomotive von La Maquinista Terrestre y Marítima an RENFE geliefert geliefert. Im Jahr 1958 wurde die letzte Dampflokomotive von La Maquinista Terrestre y Marítima gebaut, die 2-4-2 Samper de Calanda für die Bahn von Andorra nach Escatrón (Fabriknummer 721). Am 23. Juni 1975 nahm der damalige Prinz von Spanien, Don Juan Carlos de Borbón, den Kessel der letzten fahrplanmäßig eingesetzten Dampflokomotive Mikado 141-2348 außer Betrieb.

#### Diesellokomotiven und Triebwagen
Zwischen 1960 und 1961 wurden 80 Sulzer-Rangiertraktoren mit 6LD22B-Motoren an RENFE geliefert. Im Laufe des Jahres 1963 erhielt die RENFE weitere 100 Lokomotiven. Zwischen 1966 und 1973 wurden noch einmal 63 Einheiten mit derselben Motorenbauart und einer Leistung von 400 PS geliefert.

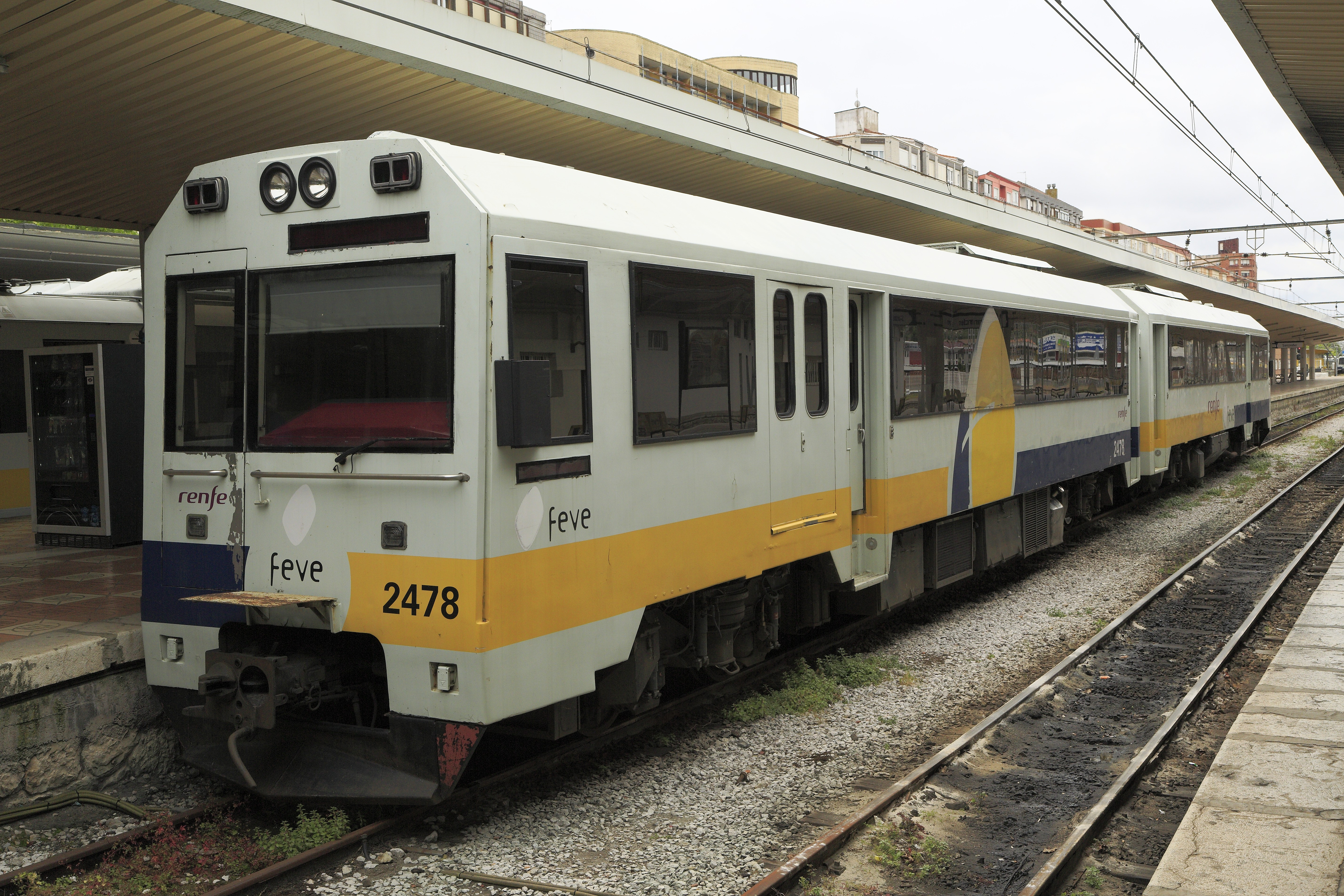
Dieseltriebwagen der FEVE-Reihe 2400

Ab 1981 fertigte MTM für die Ferrocarriles de Vía Estrecha (FEVE) 30 meterspurige Diesellokomotiven der Reihe 1600. Zwischen 1983 und 1986 erwarb die FEVE von La Maquinista Terrestre y Marítima 72 Dieseltriebwagen der Reihe 2400, davon 58 Trieb- und 14 Beiwagen.

#### Diesel-elektrische Lokomotiven
1953 trat die Schweizer Firma Brown Boveri & Cie als Gesellschafterin von La Maquinista Terrestre y Marítima ein und installierte dort eine spezielle Werkstatt für den Bau von elektrischen Ausrüstungen und Motoren für elektrisch betriebene Lokomotiven. Ab 1953 wurden die Diesellokomotiven der Serie 10.300 ausgeliefert. Zwischen 1953 und 1954 wurden zwanzig Diesel-elektrische Lokomotiven geliefert, mit einem Sulzer 6LD22 Motor einem Hubraum von 220 × 290 mm, der 257 kW bei 870/min leistete.

#### U-Bahnen
1970 wurde die erste U-Bahn der V-Linie von Barcelona mit einer MAN- und Brown-Boveri-Lizenz ausgeliefert.

### Motoren

#### Dieselmotoren
Vor dem Zweiten Weltkrieg wurden Dieselmotoren für die Fernando-Poo- und Domine-Motorboote mit Krupp-Lizenz und für die Juan-March- und Victoria-Fähren mit Burmeister-Lizenz hergestellt.

#### Gasmotoren
Zwischen 1901 und 1920 baute das Unternehmen unter Lizenz der bekannten Marke Winterthur mehr als 200 Gasmotoren mit einer Leistung von jeweils mehr als 10.000 PS.

### Panzer
Am 5. März 1937 stahl die Partido Socialista Unificado de Cataluña (PSUC) zehn leichte Panzer, die von La Maquinista Terrestre y Marítima in Barcelona eingelagert waren. Während des Spanischen Bürgerkriegs (1936–1939) wurde das Unternehmen von der Generalität kollektiviert, während Führer und Eigentümer in die Franco-Zone flüchteten. Sie bildeten eine Direktion und einen Betriebsrat (San Sebastián, Mai 1937), der Beziehungen mit der deutschen Fabrik Krupp einging. Bis zum Jahr 1937 wurde die Fabrik unter dem Namen Fábrica 0 vom Unterstaatssekretär für Rüstung für die Herstellung von Kriegsmaterial geleitet.

### Kraftwerke
1968 wurde das Wärmekraftwerk Besòs I eingeweiht, das von La Maquinista Terrestre y Marítima hergestellt wurde.

## Besuche
Mehrere Staatsoberhäupter haben die Einrichtungen des Unternehmens besucht: Königin Isabella II. im Jahr 1861, König Alfons XIII. im Jahr 1904 und schließlich 1960 der Caudillo Francisco Franco.

## Museum
- El Museo Històricsocial de la Maquinista Terrestre i Marítima S.A. y Macosa, Ferran Junoy, 10 (Parque de la Maquinista), C.P. 08030, Barcelona